# Paula Barila Bolopa
Paula Barila Bolopa (ur. 12 października 1979 w Baney)  – pływaczka z Gwinei Równikowej, olimpijka.
Początkowo swoją sportową przyszłość wiązała z piłką nożną. Grała nawet w miejscowym klubie E Waiso Ipola. Jednak z czasem została poddana próbom pływackim pod kątem letnich igrzysk olimpijskich, jak się później okazało, udanym. Wraz z Ériciem Moussambanim stali się pierwszymi i jak na razie jedynymi pływakami reprezentującymi Gwineę Równikową na igrzyskach olimpijskich.
W 2000 roku, wzięła udział w letnich igrzyskach olimpijskich w Sydney. Wystartowała na najkrótszym, możliwym dystansie - 50 m stylem dowolnym (odpadła w eliminacjach). W swoim wyścigu eliminacyjnym (1.) uzyskała najgorszy czas całych eliminacji - 1:03,97 i zajęła w nim 2. pozycję. Ostatecznie została sklasyfikowana na 73. miejscu, a jej wynik był gorszy o prawie pół minuty od bezpośrednio ją wyprzedzającej zawodniczki w klasyfikacji całych zawodów. Dodatkowo jest to rekord najwolniejszego czasu w historii igrzysk tego dystansu dla kobiet.
Barila Bolopa nie musiała osiągnąć minimum olimpijskiego, aby zakwalifikować się na igrzyska – była jednym z beneficjentów tak zwanej dzikiej karty. Naukę pływania zaczęła dopiero dwa i pół miesiąca przed igrzyskami. Jej występ został okrzyknięty jednym z najgorszych w historii letnich igrzyskach olimpijskich, choć na mecie oklaskiwały ją tłumy kibiców. Był to jej pierwszy występ na basenie o 50-metrowej długości. W trakcie igrzysk otrzymała pseudonim The Crawler.